# Marc Blucas
Marcus Paul Blucas (sinh ngày 11 tháng 1, năm 1972) là một diễn viên Hoa Kỳ. Anh nổi tiếng nhất nhờ vai diễn Riley Finn trong phim Buffy the Vampire Slayer.
Blucas sinh tại Butler, Pennsylvania là con của bà Mary Blucas đã ly dị với Cha của Blucas. Sau khi dọn đến Girard, Pennsylvania, anh trở thành ngôi sao của Đội bóng rổ trường Trung học Girard và anh cũng chơi bóng rổ tại trường Đại học Wake Forest, tốt nghiệp năm 1994 sau khi chơi chung đội với Tim Duncan. Sau khi anh không được gia nhập vào NBA, Blucas dọn đến nước Anh, tại đây anh chơi bóng rổ như một cầu thủ chuyên nghiệp trong một năm. Sau đó anh quyết định trở thành Luật sư, nhưng sau đó anh đổi ý và trở thành diễn viên. Phim đầu tiên của anh là Inflammable, sản xuất năm 1995.

## Phim đã tham gia
- Inflammable (1995)
- Eddie (1996)
- Dilemma (1997)
- Pleasantville (1998)
- The 60s (1999)
- The Mating Habits of the Earthbound Human (1999)
- House on Haunted Hill (1999)
- Undressed (1999)
- Buffy the Vampire Slayer (1999-2000, 2002)
- Summer Catch (2001)
- Jay and Silent Bob Strike Back (2001)
- We Were Soldiers (2002)
- Sunshine State (2002)
- They (2002)
- I Capture the Castle (2003)
- Prey for Rock and Roll (2003)
- View from the Top (2003)
- One Flight Stand (2003)
- The Alamo (2004)
- First Daughter (2004)
- After Sex (2006)
- Thr3e (2007)
- The Killing Floor (2007)
- House (2007)
- The Jane Austen Book Club(TBA)